# Fahreignung von Senioren

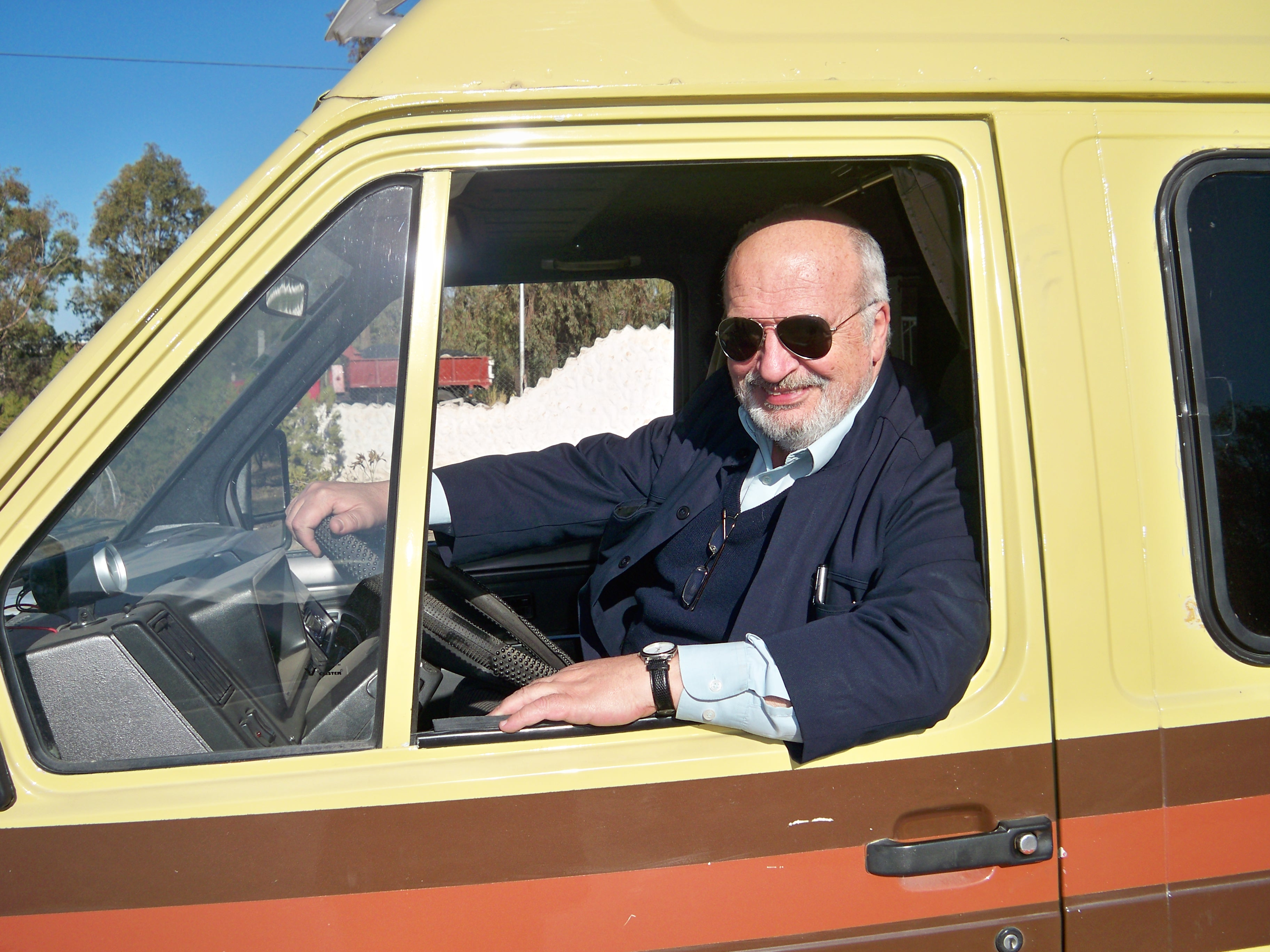
Senior am Steuer

In Deutschland haben etwa 10 Millionen Menschen im Alter von über 65 Jahren einen Führerschein. Die Anzahl der Senioren mit Führerschein wird aufgrund der demographischen Entwicklung zukünftig noch steigen. Nach spektakulären Unfällen, die von Senioren verursacht wurden, wird immer wieder eine verpflichtende Prüfung der Fahreignung von Senioren gefordert.
Stand 2009 sind in den europäischen Ländern Belgien, Deutschland, Frankreich, Österreich und Polen weder eine Fahreignungsprüfung noch ein Sehtest für ältere Pkw-Fahrer vorgeschrieben.

## Leistungsfähigkeit und Einschätzung
„Die Fahreignung älterer Pkw-Fahrer lässt sich weder über das Lebensalter noch über die individuelle Leistungsfähigkeit hinreichend gut erklären“. Die Fähigkeit des Sehens und Wahrnehmens nimmt mit zunehmendem Alter in etwa linear ab; bei der geistigen Funktion wird eine „stufenweise Abnahme“ beobachtet. Dabei wurde festgestellt, dass ältere Pkw-Fahrer ihre nachlassende Leistungsfähigkeit durch die Anpassung der Fahrweise kompensieren. „Bedeutsame Unterschiede [zu anderen Altersgruppen] treten erst ab 75 Jahren auf.“ In Ländern, in denen von älteren Führerscheininhabern eine medizinische Selbstauskunft oder Untersuchung verlangt wird, geben viele Senioren, wenn sie schwerwiegende gesundheitlicher Einschränkungen haben, ihre Fahrerlaubnis freiwillig zurück, und die danach verbleibenden Krankheiten, die bei Senioren oft auftreten, sind nicht oder nur mit geringfügig erhöhtem Unfallrisiko verbunden.
Den über 75-Jährigen wurde, bei Unfallbeteiligung als Fahrer eines Pkw, die Hauptschuld an drei von vier Unfällen zugewiesen; damit höher als die Risikogruppe der Fahranfänger (18 bis 24-Jährige). Nach einer Studie der Bundesanstalt für Straßenwesen mit Teilnehmern über 65 Jahren hoffen Senioren „so lange fahren zu können, wie es die Gesundheit zulässt.“ Drei von vier Studienteilnehmern hatten dabei eine Erkrankung, die eine medikamentöse Behandlung rechtfertigte; nicht-schwerwiegende Krankheiten, die bei Senioren oft auftreten, sind jedoch nicht oder nur mit geringfügig erhöhtem Unfallrisiko verbunden.

Bei einer Studie im Realverkehr wurde in der Altersgruppe über 75 Jahren insbesondere der fehlende Schulterblick („je älter, umso seltener“) festgestellt, insbesondere beim Rechtsabbiegen innerorts an Kreuzungen mit Radweg und beim Fahrstreifenwechsel auf der Autobahn.

## Positionen in Deutschland
Verpflichtende Gesundheitschecks für ältere Autofahrer sind in Deutschland ein Tabu. Nahezu alle Experten setzen auf freiwillige Fahrtrainings und Vernunft.
- Die Deutsche Verkehrswacht hat sich „gegen altersdiskriminierende medizinische und psychische Tests ausgesprochen“.[15]
- Der ADAC wendet sich „ausdrücklich gegen regelmäßige verpflichtende Fahrtauglichkeitsuntersuchungen für Führerscheininhaber“.[16]
- Der Bundesminister für Verkehr und digitale Infrastruktur, Alexander Dobrindt: „Ich sage ganz klar: Pflicht-Tests für Senioren am Steuer wird es nicht geben.“[17]
- Der Deutsche Verkehrsgerichtstag sah schon in seiner 40. Sitzung (2002) für regelmäßige Sehtests keinen Handlungsbedarf für den Gesetzgeber.[18] In seiner 55. Sitzung (2017) sieht er für „die Einführung genereller, obligatorischer und periodischer Fahreignungsüberprüfungen […] derzeit keine Grundlage“.[19]
- Der Deutsche Verkehrssicherheitsrat hält eine Pflichtuntersuchung für ältere Pkw-Fahrer „nicht [für] sinnvoll“, da ältere Fahrer ihre nachlassende Leistungsfähigkeit durch ihre Fahrweise kompensieren.[20]
- Die Bundesanstalt für Straßenwesen empfiehlt präventive Maßnahmen unter anderem durch Hausärzte, „die ihre Patienten frühzeitig über mögliche krankheitsbedingte Leistungsbeeinträchtigungen informieren sollen“.[21] Freiwillige Gesundheitschecks sollten jedoch regelmäßig durchgeführt werden; mehr als die Hälfte der Senioren gäben ihren Führerschein freiwillig ab, wenn ein Fachmann sie nach einer Testfahrt für fahruntüchtig hielte.[22]
- Der TÜV Süd empfiehlt eine Fahrprobe mit der Rückmeldung von Angehörigen oder einer Fahrschule.[23]

(Stand: 2016)

## Fahrtauglichkeitsuntersuchungen in Europa

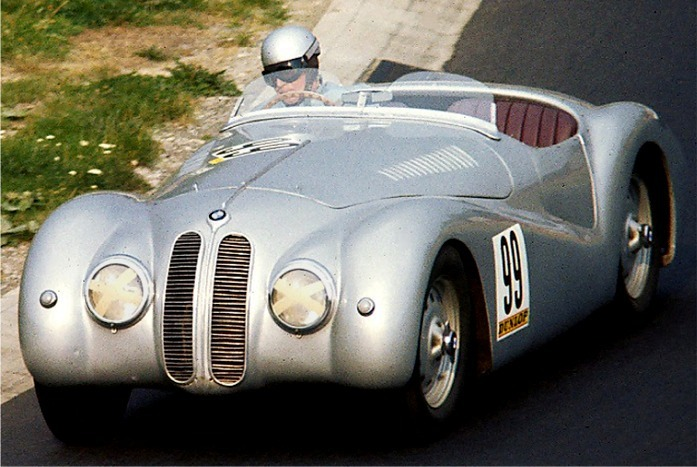
Adolf Brudes im Alter von 77 Jahren auf dem Nürburgring

Europäische und andere Länder haben bereits Regelungen zur ärztlichen Untersuchung für Pkw-Fahrer wie folgt getroffen:
| 50 Jahre | Portugal                                                                              |
| 55 Jahre | Litauen                                                                               |
| 60 Jahre | Lettland, Luxemburg, Tschechien, Ungarn                                               |
| 65 Jahre | Estland, Griechenland, Kroatien, Portugal, Slowakei, Spanien                          |
| 70 Jahre | Dänemark, Finnland, Vereinigtes Königreich, Irland, Italien, Malta, Slowenien, Zypern |
| 75 Jahre | Niederlande, Schweiz                                                                  |
| 80 Jahre | Norwegen                                                                              |

Die Untersuchungen können aus einem Sehtest, einem medizinischen Check, einem Fahrtest oder einem Demenzcheck (ab 70 Jahre in Japan) bestehen.
Eine Fahrtauglichkeitsuntersuchung besteht in Deutschland seit 1999 für die Fahrerlaubnisklassen C, CE, C1, C1E, D, DE, D1, D1E ab dem 50. Lebensjahr und danach alle 5 Jahre. Darüber hinaus werden besondere Anforderungen für die Klassen D, DE, D1, D1E ab dem 50. Lebensjahr und bei der Fahrerlaubnis zur Fahrgastbeförderung ab dem 60. Lebensjahr durch einen psychologischen Belastungstest verlangt.

## Warnsignale für Angehörige
Die Deutsche Seniorenliga hat für Angehörige von älteren Autofahrern eine Liste von Warnsignalen erarbeitet, die auf eine mögliche Verschlechterung der Fahreignung hinweisen kann:
- Unsicherheit selbst in vertrauter Umgebung,
- kein Anpassen an den Verkehrsfluss, auffallend langsames Fahren, unsicher, zu schnell oder zu dicht auffahrend,
- kein vorausschauendes Fahren, scheinbar kein Wahrnehmen anderer Verkehrsteilnehmer und des Gegenverkehrs,
- langsames Erfassen von Schildern, Ampeln und der allgemeinen Vorfahrtsregel-Situation,
- koordinative und motorische Probleme beim Abbiegen, Wenden und Parken,
- kein zuverlässiges Halten der Spur, Ignorieren/Nicht-Kontrollieren des toten Winkels beim Abbiegen oder Überholen, Schwierigkeiten mit dem Schulterblick,
- (zu) spätes Bemerken kritischer Situationen, bisweilen Überforderung in komplexen Situationen,
- häufiges „auf-der-Bremse-Stehen“,
- Auto und Garage haben vermehrt Kratzer und Schrammen.

## Indirekte Auswirkungen des Prüfens
Der Entzug der Fahrerlaubnis oder ein frühzeitiges freiwilliges Zurückgeben, z. B. aufgrund von Prüfungs-Versagensängsten, kann sich negativ auf die Verkehrssicherheit insgesamt auswirken und zu mehr Verkehrsopfern und mehr schweren Verletzungen führen. Die älteren Personen, die zuvor gut geschützt im Pkw unterwegs waren, sind dann verstärkt als Fahrradfahrer, Fußgänger oder anderweitig „schlecht geschützt“ unterwegs. Zudem ist die Verletzlichkeit im Alter höher und Unfallfolgen daher oft schwerer. Sobald fahruntüchtige Menschen am Autofahren gehindert werden, gibt es somit mehr potentielle Opfer, die von den verbliebenen Autofahrern erfasst werden können. Diese können zudem erwiesenermaßen die Verkehrslage schlechter einschätzen. Daher führt eine regelmäßige Fahrtauglichkeitsprüfung statistisch zu einer Steigerung der Unfallzahlen (sog. „Wissing-Paradox“).

## Maximalmietalter
Verschiedene Reiseveranstalter und deren Autovermietungen haben in ihren AGB ein Maximalmietalter für den Mietwagen vorgesehen, so beispielsweise FTI (70 Jahre), Rent a Car (74 Jahre) oder Hertz (75 Jahre).